# این یک رویاست
این یک رویاست فیلمی به کارگردانی نویسندگی و تهیه کنندگی محمود غفاری ساختهٔ شده در سال ۱۳۹۱ است. این فیلم اولین بار در سی و چهارمین دوره جشنواره سه قاره به نمایش درآمد و کاندیدای دریافت بالن طلایی جشنواره شد. این فیلم بدون کسب پروانه ساخت از وزارت ارشاد و به صورت زیرزمینی ساخته شد و به همین دلیل از سوی سازمان سینمایی توقیف شد و هیچگاه امکان نمایش در ایران را نیافت اما در سال ۲۰۱۳ در سینماهای کشور سوییس به روی پرده رفت. این یک رویاست جزو اولین فیلمهای سینمای ایران بود که با دوربین دیجیتال کانون 5D فیلمبرداری شد.

## بازیگران
- حدیث میرامینی
- الهام کردا
- حمید ابراهیمی
- بهرنگ علوی
- مهدی پورموسی

## داستان
داستان فیلم دربارهٔ دختر جوانی به نام رویاست که درگیر کلاهبرداری شرکتهای هرمی می‌شود و برای بازپرداخت بدهی‌هایش مورد سوءاستفاده جنسی قرار می‌گیرد

## جوایز
- جایزه استعداد درخشان بیست و هشتمین دوره جشنواره بین‌المللی فیلم فریبورگ ۲۰۱۳
- برنده جایزه بهترین فیلم فستیوال فیلم لومه برزیل ۲۰۱۳
- کاندیدای جایزه بهترین فیلم جشنواره سه قاره نات فرانسه ۲۰۱۲